# Calle Víctor Lamas
La Calle Víctor Lamas es una calle ubicada en la ciudad de Concepción, en Chile, que sirve como acceso desde las comunas de Chiguayante y San Pedro de la Paz. Comienza en la Avenida Arturo Prat, dividiendo dicha avenida de su prolongación, la Avenida Pedro de Valdivia, y acaba en la calle Paicaví en el Barrio Universitario de Concepción, cambiando esta última su nombre por el de calle Edmundo Larenas.
La calle Víctor Lamas se caracteriza especialmente por bordear el Parque Ecuador a lo largo de toda su extensión de suroeste a noreste.

## Historia

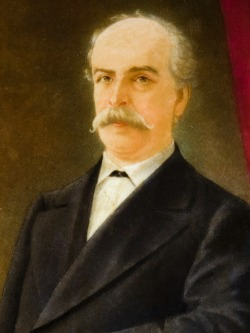
Víctor Lamas Miranda, intendente penquista y parlamentario chileno a quien se debe el nombre de la calle

La calle Víctor Lamas antiguamente formaba parte de la Alameda de Concepción, que en la primera mitad del siglo XX se transformó en el Parque Ecuador.
Su nombre se debe a Víctor Lamas Miranda (1826-1892), quillotano que se estableció en la ciudad de Concepción, donde se dedicó con éxito a la actividad comercial, participó y lideró el movimiento revolucionario de 1859, y se desenvolvió como diputado de «Concepción y Talcahuano» y más tarde como senador por Concepción durante el período de la República Liberal.

## Ubicación y Trayecto

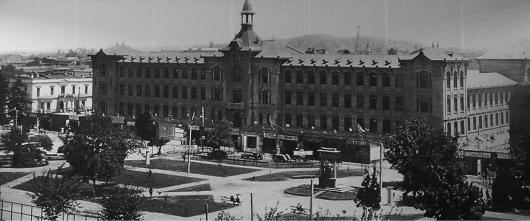
Antigua edificación del Liceo Enrique Molina Garmendia, ubicada en la antigua Alameda, en 1920.

La calle nace en el Paso Superior sobre la Avenida Arturo Prat (altura del número 0). En este tramo es bidireccional. En este punto por el sursureste (SSE) empieza el Parque Ecuador. Por el nornoroeste (NNO) se encuentra el Hipermercado Unimarc, ubicada en los terrenos de la Antigua Cárcel de Concepción (recinto reemplazado junto con la Cárcel de Talcahuano por el actual Cárcel del Manzano) entre calle Bombero Fuentes e Ignacio Serrano. Luego cruza Calle Ignacio Serrano, desde donde viene locomoción hacia San Pedro de la Paz. Desde este punto se convierte en unidireccional con tres carriles. Por el lado sursureste (SSE) continua el Parque Ecuador hasta la calle Tucapel (altura del número 1000) y la Ciclovía del Estudiante.
Víctor Lamas sigue hasta encontrarse con Avenida Paicaví y Calle Edmundo Larenas (altura del número 1300), en el Barrio Universitario, a un costado de la Casa del Arte.

## Puntos relevantes
- Parque Ecuador

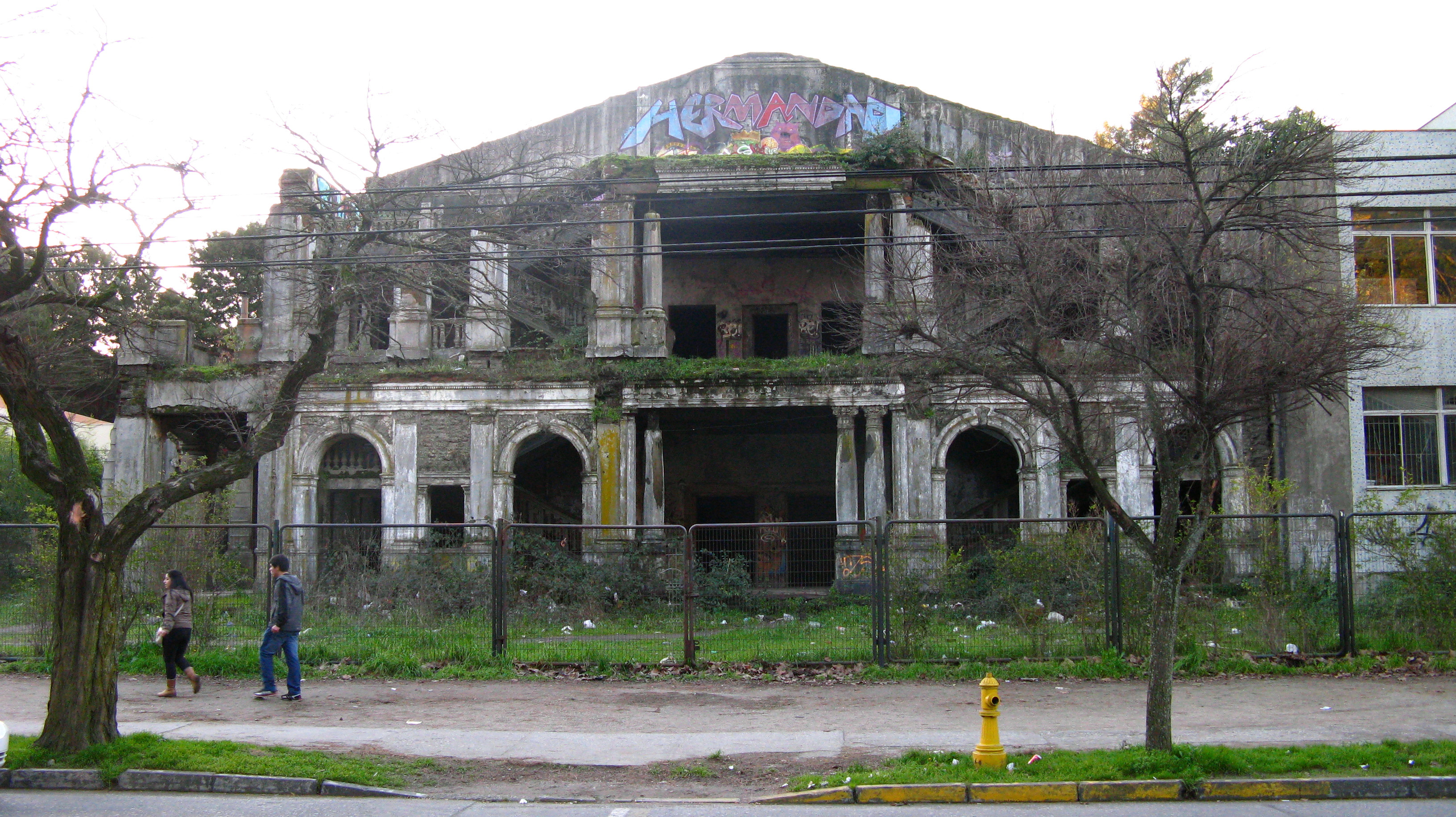
Antiguo Teatro Enrique Molina, en Víctor Lamas 655.

- Cuerpo de Bomberos Alemán, Parque Ecuador
- Museo Histórico de Concepción
- Biblioteca Municipal de Concepción
- Liceo Enrique Molina Garmendia y Teatro Enrique Molina
- Alianza Francesa, Instituto Chileno-Francés de Cultura
- Casa del Arte
- Ciudad Universitaria de Concepción